# シンシナティ・レッズ
シンシナティ・レッズ（英語: Cincinnati Reds、略称: CIN）は、メジャーリーグベースボール（以下、MLB）ナショナルリーグ中地区所属のプロ野球チーム。本拠地はオハイオ州シンシナティにあるグレート・アメリカン・ボール・パーク。

## 概要
19世紀から存在する古参球団。創設後しばらくは優勝と縁がなく、1919年のワールドシリーズで八百長が発覚するシカゴ・ホワイトソックスを破って、初の世界一に輝いた。その後、再び長低迷期に入ったものの、1940年に2度目のワールドシリーズ制覇を果たす。
チームの黄金期は1970年代。名将スパーキー・アンダーソンの下、ジョニー・ベンチ、ジョー・モーガン、ピート・ローズらが活躍、「ビッグレッドマシン（The Big Red Machine）」のニックネームで全米に旋風を巻き起こした。1970年代には1975年、1976年とワールドシリーズ2連覇、リーグ優勝4回、地区優勝6回を誇った。
1978年には日米野球で訪日した。
1984年にはローズが選手兼任監督に就任するが、1989年に自身の野球賭博が発覚し、永久追放処分を受ける。その後1990年にはルー・ピネラ監督の下、ノーム・チャールトン、ロブ・ディブル、ランディ・マイヤーズら「ナスティ・ボーイズ（Nasty Boys）」の活躍で5度目のワールドチャンピオンに輝いた。
2000年にはケン・グリフィー・ジュニアがレッズに移籍。父親であるケン・グリフィー・シニアもレッズの一員として黄金時代を支えた選手であり、若くしてスーパースターとしての地位を確立していたジュニアの来訪に地元は歓迎一色に包まれた。しかしこの頃からチームも低迷、鳴り物入りで加入したはずのジュニア自身も移籍後は故障がちになり期待通りの活躍を見せることができず、2001年から2009年まで9年連続で負け越しのシーズンが続いていた。

## 球団の歴史

### 球団発足～初の世界一

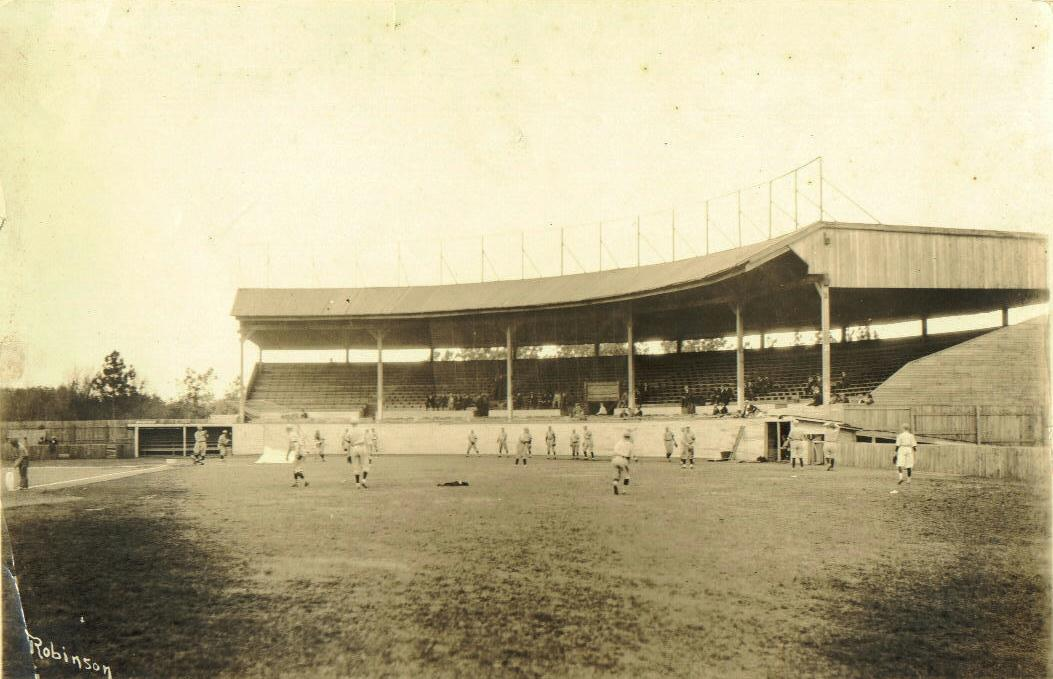
リーグ・パーク

シンシナティでは1869年に、アメリカ合衆国史上最初のプロ野球チームとして「シンシナティ・レッドストッキングス」が誕生、レッドストッキングスはアメリカ各地を巡業し、各地のチームと対戦し多くの観客を集めた。このレッドストッキングスの選手の大半は1870年にボストンに移り、「ボストン・レッドストッキングス」（現:アトランタ・ブレーブス）として活動することになる。
1876年のナショナルリーグ創設時には、現在と同じ「シンシナティ・レッズ」を名乗る球団が新たに創設された。しかしこのチームは1880年に「球場で酒を販売しない」「日曜日は試合を組まず球場は閉鎖する」といった当時のナショナルリーグ規則に従わず、当時のリーグ会長ウィリアム・ハルバートによってリーグを脱退させられ消滅する。
その後、1882年に新たに現在につながる「シンシナティ・レッドストッキングス」が創設され、同時期に創立されたアメリカン・アソシエーションに加盟、同年にリーグ優勝を成し遂げる。1884年、ユニオン・アソシエーションが創立されると、同じシンシナティにシンシナティ・アウトロー・レッズが創設され（リーグ解散と共に1年限りで消滅）、当時レッドストッキングスが本拠地としていたバンク・ストリート・グラウンズはアウトロー・レッズが使用することとなり、レッドストッキングスは急遽リーグ・パークに本拠地を移した（リーグ・パークは1901年に火災で焼失。次の本拠地であるパレス・オブ・ザ・ファンズも1911年に火災で焼失している）。
レッドストッキングスは1890年にアメリカン・アソシエーションからナショナルリーグに鞍替えし、チーム名も現在の「シンシナティ・レッズ」となった。当時のレッズには通算284勝を挙げたトニー・マレーンや、野手ではそれぞれ2度のリーグ最多本塁打を記録したジョン・ライリーやバグ・ホリデー、引退直前まで素手でプレーしたという守備の名手ビッド・マクフィーらが在籍していたが、チームはなかなか優勝争いに顔を出せなかった。1901年の2リーグ制以後も苦戦し、20世紀初のリーグ優勝は首位打者となったエド・ローシュやキューバ出身のドルフ・ルケらが活躍した1919年となった。その間、1912年に後にクロスリー・フィールドと改名し、60年近くに渡って使用されることとなるレッドランド・フィールドに本拠地を移している。ワールドシリーズではシカゴ・ホワイトソックスと対戦。戦前は不利の予想であったが、5勝3敗（当時は9回戦制）でレッズが初のワールドチャンピオンに輝いた。しかし、翌年になってホワイトソックスの選手が八百長に加担していたことが発覚し、ジョー・ジャクソンら8選手が永久追放になる事件に発展した（ブラックソックス事件）。そのため、このシリーズはレッズが勝ったワールドシリーズというよりも、ブラックソックス事件が起こったワールドシリーズとして記憶に残ることとなる。

### 復活の1930年代

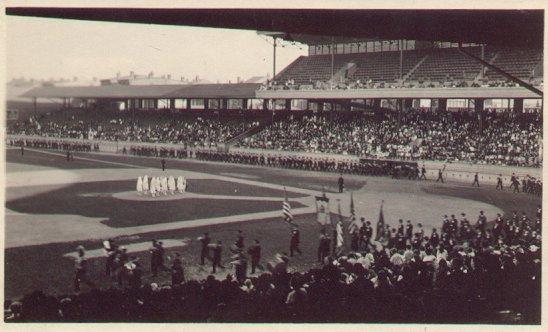
クロスリー・フィールド

その後ブラックソックス事件を引きずることとなったレッズは再び優勝から遠ざかることとなる。1920年代に入ってしばらくは安定した戦いぶりをみせるが、1930年代に入るとチームの低迷もいっそう深刻なものとなった。1931年から1934年まで4年連続で最下位に沈み、1934年にはチームワーストとなるシーズン99敗を記録してしまう。そんな中、1935年5月14日には、本拠地クロスリー・フィールドでMLB初のナイトゲームを行っている。当時この出来事は話題を呼び、大恐慌の煽りを受けて、観客減に悩まされていたMLBの人気を取り戻すきっかけとなった。
チーム復活のきっかけとなったのは、1937年に、後のナ・リーグ会長となるウォーレン・ジャイルズがゼネラルマネージャーとしてレッズの経営に参加したことであろう。ジャイルズのチーム作りは翌年から成果を上げ始め、1938年にビル・マケシュニーを監督に招聘すると、この年にはジョニー・ヴァンダー・ミーアがMLB史上唯一となる2試合連続ノーヒットノーランを達成、捕手のアーニー・ロンバルディが打率.342で首位打者に輝き、チームも10年ぶりに勝率5割に復帰した。1939年にはバッキー・ウォルターズ、ポール・デリンジャーの両エースがそれぞれ27勝、25勝をあげると、フランク・マコーミックも128打点で打点王に輝く活躍をみせ、1919年以来となる2度目のリーグ優勝を果たす。翌1940年には球団史上初めてシーズン100勝を達成してのリーグ2連覇。2位ブルックリン・ドジャース（現:ロサンゼルス・ドジャース）とは12ゲーム差という圧倒的な成績だった。ワールドシリーズではデトロイト・タイガースと対戦。最終戦までもつれ込んだ末にタイガースを下し、2度目のワールドチャンピオンに輝いた。この間1938年にはロンバルディ、1939年にはウォルターズ、1940年にはマコーミックと3年連続でレッズの選手がMVPを獲得し、リーグ屈指の戦力を誇った。

### 1940年代 - 1960年代
第二次世界大戦が激化する中、1944年6月11日のセントルイス・カージナルス戦で、ジョー・ナックスホールが15歳10ヶ月11日というMLB史上最年少でマウンドに上がった。1アウトはとったもののその後に5点をとられて降板、その試合限りでマイナー落ちとなった。後にナックスホールは1952年に再びメジャーに昇格し、現役16年間で通算135勝117敗を記録、引退後はレッズの専属解説者を務めた。1940年代後半にはいると、上記の選手も次々と退団し、チームも次第に下降線を辿る。1945年には61勝93敗で勝率3割台に落ち込み、以降1955年まで勝率5割以下のシーズンが続いた。
1950年代にはマッカーシズムの影響もあり、1953年にはチーム名もレッドレッグスと改名した。レッズが共産主義者を指す言葉でもあるため、赤狩りの対象となるのをレッズのオーナー達が恐れたものだった。後にマッカーシズムが終焉を迎えると、1958年には元のレッズという名称に戻っている。この頃チームを支えたのはテッド・クルズースキーで1954年には49本塁打・141打点で二冠王に輝いている。また当時、クルズースキーは自分でユニフォームの袖部分を切り、ノースリーブのユニフォームを着用して話題となった（190cm、110kgという体躯を誇ったクルズースキーにとってユニフォームの袖は窮屈でしかなく、自身のスイングの妨げとなっていた）。

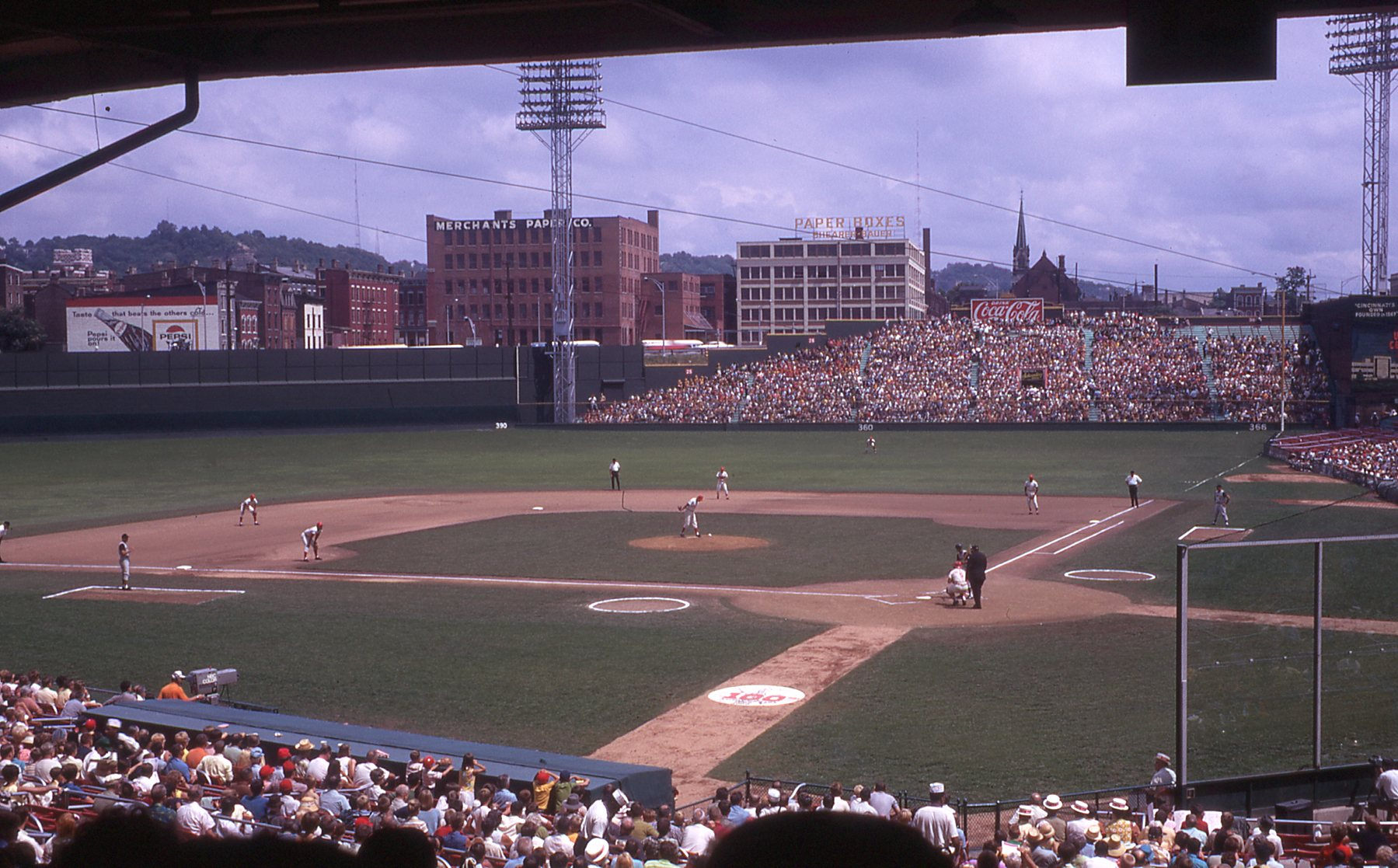
1969年のクロスリー・フィールド。老朽化して翌1970年にその歴史を閉じた。

1956年、フランク・ロビンソンがメジャーデビューし、いきなり38本塁打を放つ活躍を見せ、新人王を受賞。チームも当時のナショナルリーグ最多タイ記録となる221本塁打を放った。その後ロビンソンはチームの主砲として活躍、1965年限りでチームを離れるまでに通算324本塁打を記録した。1961年、前年のシーズン途中に就任したフレッド・ハッチンソン監督の下、久々のリーグ優勝を果たす。しかし、ワールドシリーズではロジャー・マリス、ミッキー・マントルのMM砲を擁するニューヨーク・ヤンキースと対戦し、1勝4敗で敗れた。1964年にはハッチソンが45歳という若さで亡くなる悲劇もあったが（後に彼のファイティング・スピリットを称えてハッチ賞が制定される）、この頃には後の黄金時代を支える選手たちが次々と現れ、チームも上位に進出する機会が多くなった。1963年にピート・ローズがメジャーデビュー、1967年にはジョニー・ベンチがメジャーデビューし、それぞれ新人王を受賞した。しかし、1960年代のワールドシリーズ進出は1961年の1度きりで、レッズが本当の黄金時代を迎えるにはもう少し待たなければならなかった。1969年からは東西地区制導入によりナショナルリーグ西地区所属となる。

### ビッグレッドマシン

#### 1970年代前半

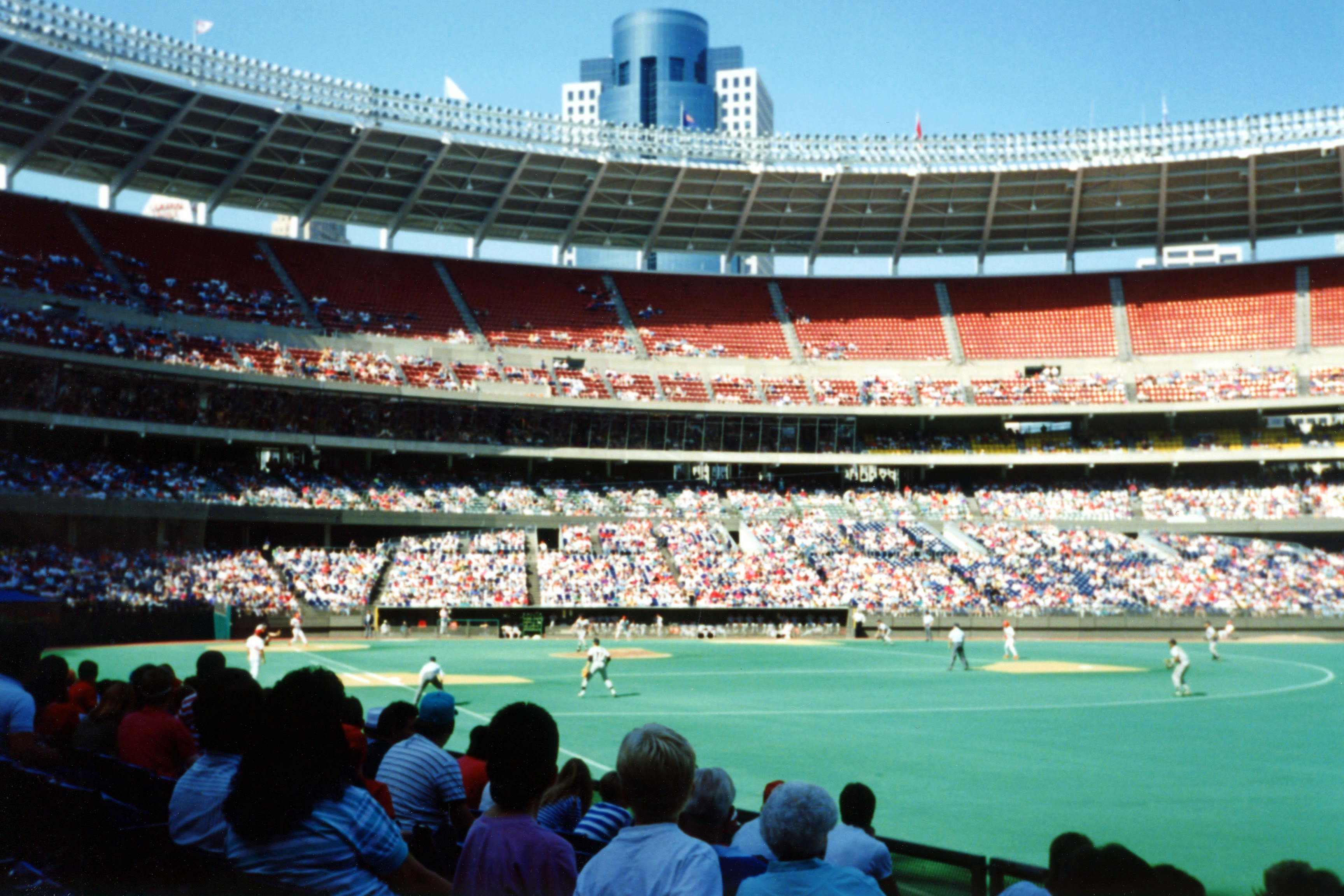
リバーフロント・スタジアム

レッズが最も輝いたのは1970年代中盤の「ビッグレッドマシン（The Big Red Machine）」である。1970年にスパーキー・アンダーソン監督が就任。シーズン途中の6月30日リバーフロント・スタジアムが開場し、この年には102勝60敗という圧倒的な成績で地区優勝を果たした。リーグチャンピオンシップシリーズではピッツバーグ・パイレーツに3連勝し、5度目のリーグ優勝。しかし、ワールドシリーズではレッズから移籍したフランク・ロビンソンとブルックス・ロビンソンの「ロビンソン・コンビ」擁するボルチモア・オリオールズの前に1勝4敗で敗れ去った。
翌1971年は79勝83敗と負け越し、チームも4位に沈んでしまうが、シーズン途中にジョージ・フォスター、オフにはジョー・モーガンを獲得する。この2人を加えたことでレッズの陣容は更に厚みを増し、1972年には2度目の地区優勝。リーグチャンピオンシップシリーズでは前年に続きパイレーツとの対戦となり、互いに2勝をあげシリーズは最終戦まで持ち込まれた。この試合でレッズは9回裏まで2対3とリードされていたが、9回先頭打者のベンチの起死回生となる本塁打で同点。なおもチャンスとなり相手投手の暴投によってサヨナラ勝利を収めた。ワールドシリーズでは強打者レジー・ジャクソンを擁し「マスターシュ・ギャング」と呼ばれたオークランド・アスレチックスと対戦。第6戦を除いて全て1点差ゲームという大激戦のシリーズとなり、こちらも最終戦までもつれ込んだが、最終的に3勝4敗で敗れてしまった（アスレチックスはこの後ワールドシリーズ3連覇を果たす）。
1973年にはオールスター前まで、首位ロサンゼルス・ドジャース10.5ゲーム差をつけられていたが、この後に驚異的な追い上げを見せて地区2連覇を達成。しかし、リーグチャンピオンシップシリーズではニューヨーク・メッツに2勝3敗で敗れている。1974年は開幕戦でアトランタ・ブレーブスと対戦。折りしも全米でハンク・アーロンの本塁打記録が注目されており、この試合でルースと並ぶ714本目の本塁打を放っている。この年もレッズは変わらぬ強さを見せ98勝をあげるが、ドジャースがそれを上回る102勝をあげたため、地区優勝はならなかった。

#### 1970年代後半
1975年、捕手ベンチ、一塁トニー・ペレス、二塁モーガン、遊撃デーブ・コンセプシオン、三塁ローズ、右翼ケン・グリフィー・シニア、中堅シーザー・ジェロニモ、左翼フォスターが揃い踏みし、まさに最強といえるオーダーが完成する。この年のレッズは他チームを寄せ付けない圧倒的な戦いぶりをみせ、108勝54敗（2位ドジャースとは20ゲーム差）という成績で地区優勝を果たす。リーグチャンピオンシップシリーズではパイレーツに3連勝し、ワールドシリーズではボストン・レッドソックスと対戦。このシリーズは共に強打を誇るチーム同士の対戦として、球史に残る名勝負となった。
第1戦ではレッドソックスのルイ・ティアントがレッズ打線を完全に抑え込み、0対6でレッドソックスが勝利。続く第2戦では9回までレッドソックスが1対2とリードしていたが、9回表のコンセプシオンの同点打、ケン・グリフィーの逆転打によってレッズが勝利した。第3戦は両チーム合わせて6本の本塁打が飛び交う乱打戦となったが、延長の末にモーガンのサヨナラ打によってレッズが2連勝。第4戦ではレッドソックスが勝利したが、第5戦でレッズが勝利し、3勝2敗でレッズがワールドチャンピオンに王手をかけた。迎えた第6戦はシリーズ屈指の名勝負となる。試合は1回裏にフレッド・リンが3ランを放ちレッドソックスが先制。その後5回にレッズも同点に追いつき、7回と8回に追加点を奪ってレッズが6対3とリードした。しかし8回裏、レッドソックスの代打バーニー・カーボが同点の3ランを放ち試合はふりだしに。9回、11回とそれぞれがチャンスをふいにしてしまい、試合は深夜遅くに及んだ。そして延長12回裏、カールトン・フィスクのサヨナラ本塁打によってレッドソックスが勝利。日にちをまたぐ激戦の末に決着は第7戦に持ち込まれた。最終戦は6回まで0対3とレッドソックスがリード。しかし7回にレッズが同点に追いつき、9回表のモーガンの勝ち越し打によってレッズがワールドシリーズ優勝を決めた。
1976年も102勝60敗（2位ドジャースと10ゲーム差）と圧倒的な強さをみせつけて地区2連覇。リーグチャンピオンシップシリーズではフィリーズ、ワールドシリーズではヤンキースを全く寄せ付けることなく7連勝でワールドシリーズ2連覇を果たした。同一年ポストシーズン無敗は唯一の記録で、同一年ポストシーズン7連勝も2004年にレッドソックスが8連勝を達成するまでメジャー記録であった。この頃のレッズはしばしばMLB史上最強チームとして挙げられる程で、まさに黄金時代を迎えていたといえる。
1977年にはペレスをトレードでモントリオール・エクスポズに放出、トレード期限の6月15日にトム・シーバーがメッツから移籍。フォスターが本塁打と打点の二冠でMVPに輝き、シーバーも期待通りの活躍をみせたが、チームは前年とは逆にドジャースに10ゲーム差をつけられ地区2位に終わる。
フォスターは翌1978年も二冠を獲得、ローズもジョー・ディマジオに次ぐ44試合連続安打を記録するものの、またもドジャースに及ばず2位。この年のオフにはアンダーソン監督が日米野球から帰国直後に電撃解任され、ローズもフィラデルフィア・フィリーズへFA移籍した。
1979年には新たにジョン・マクナマラを監督に迎え、3年ぶりの地区優勝を果たすが、リーグチャンピオンシップシリーズでパイレーツに3連敗を喫した。1980年代に入ると黄金時代を支えた主力選手も衰え、または移籍してチームは次第に低迷期に入る。

### 1980年代 - 1990年代

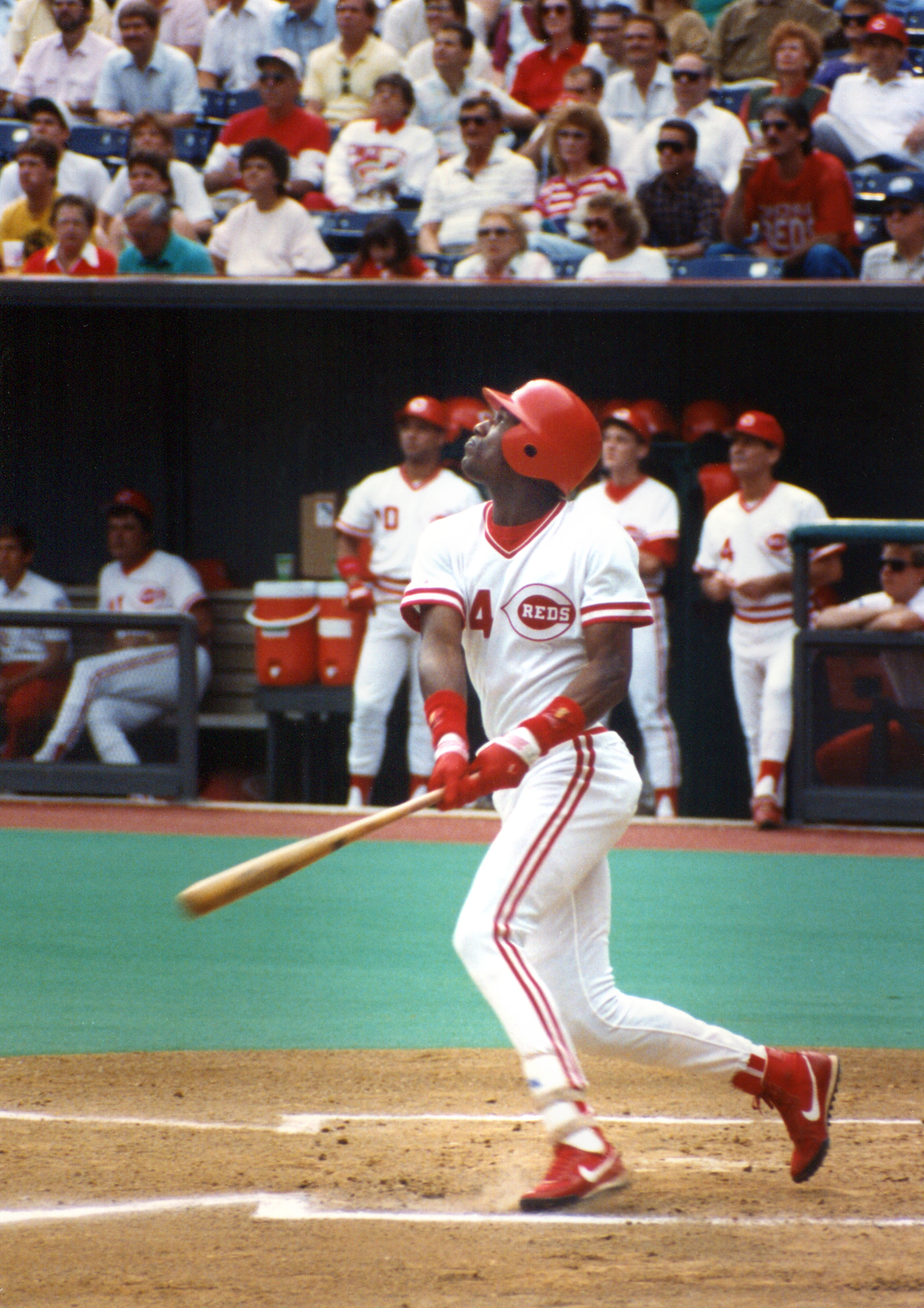
エリック・デービス

1981年にはシーズンを通じて66勝42敗と西地区では最も成績は良かったものの、ストライキによって前後期制が導入されたためプレーオフ進出はならなかった（前後期共に地区2位）。
1982年には球団史上初めてシーズン100敗を喫してしまい、地区最下位に沈んだ。
翌1983年も最下位となり、1984年途中にはローズが選手兼任監督としてチームに復帰する（これ以降、メジャーでは選手兼任監督は現れていない）。1985年9月11日にはタイ・カッブを抜き、MLB史上最多安打となる4292本目のヒットを放ち、大きな話題を作った。しかし、1985年から1988年まで4年連続で地区2位に終わり、地区優勝には手が届かなかった。
1985年には前年にメジャーデビューしたトム・ブラウニングが20勝をあげる活躍をみせ、以後レッズのエースとして活躍し、1988年9月16日には完全試合も達成した。
1986年にはバリー・ラーキンがメジャーデビューし、コンセプシオンから正遊撃手の座を受け継ぐなど、世代交代も進んだ。他にも1988年に新人王を獲得したクリス・セイボーをはじめ、エリック・デービス、ポール・オニールといった若手選手も台頭した。
1987年より監督専任となったローズは1988年途中に一旦監督を解任されるが、1989年に再び監督に就任する。しかし、この年には野球賭博で自チームの結果を賭けたことで8月31日に永久追放処分を受け、チームも地区5位に沈んでしまう。しかしその年オフに就任したルー・ピネラ監督の下、1990年にはノーム・チャールトン、ロブ・ディブル、ランディ・マイヤーズの三人の速球派救援投手からなる「ナスティ・ボーイズ（Nasty Boys）」の活躍もあって、11年ぶりの地区優勝を果たし、リーグチャンピオンシップシリーズではパイレーツを破って9度目のリーグ優勝を果たした。ワールドシリーズでは当時最強軍団と謳われたオークランド・アスレチックスと対戦。ナスティ・ボーイズと先発のホセ・リーホ（シリーズ2勝、防御率0.59）がアスレチックス打線を完全に抑え込み、4連勝で14年ぶりのワールドチャンピオンに輝いた。
1993年にはトニー・ペレスを監督に招くが、チームは低迷し、44試合を終えた時点で解任された。代わりにデービー・ジョンソンが監督に就任。
ナショナルリーグ中地区に移動した1994年には地区優勝を果たすが、1994年から1995年のMLBストライキによってシーズンが途中で打ち切られたため、プレーオフ進出はならなかった。
翌1995年もラーキンがMVPを受賞する活躍をみせ、地区優勝を果たすも、リーグチャンピオンシップシリーズでブレーブスに4連敗を喫し、優勝には手が届かなかった。
1999年には96勝をあげ、ワイルドカード出場をかけてメッツと争ったが、1ゲームプレーオフで敗れてしまった。

### 2000年代の長期低迷

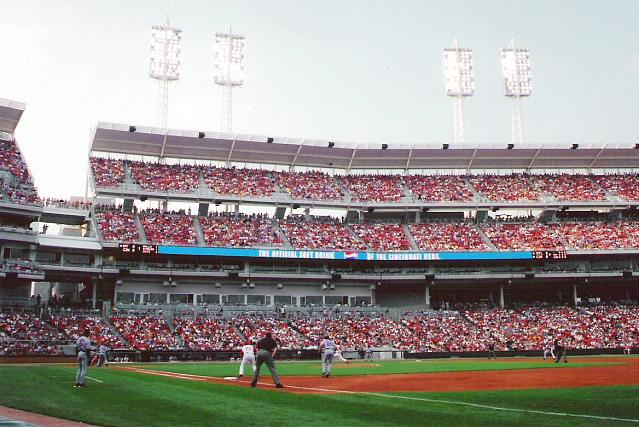
2003年にオープンしたグレート・アメリカン・ボール・パーク

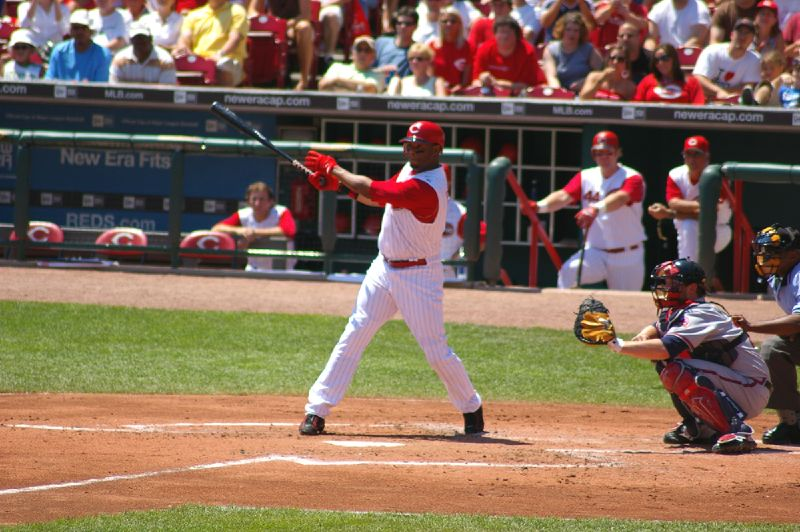
ケン・グリフィー・ジュニア

2000年にはシアトル・マリナーズからケン・グリフィー・ジュニアが移籍。親子2代に渡るスター選手の在籍となり大きな話題となったが、その年は地区2位に終わった。2001年以降は2007年まで7年連続負け越しと低迷。
2003年には打者有利な球場であるグレート・アメリカン・ボール・パークへ本拠地を移した。その恩恵もあってか2004年からは3年連続でチーム本塁打が200本を越え、同年にはグリフィーが500本塁打を達成。チームの主砲であるアダム・ダンは4年連続で40本塁打を記録した。一方、元々強力ではなかった投手陣は更に弱体化し、チーム防御率は毎年のように4点台後半から5点台とリーグワーストを記録。2005年にはエリック・ミルトンが球団ワースト記録を更新する40被本塁打を記録してしまった。2006年には開幕から好調を維持したものの終盤に失速し、プレーオフ進出はならず。2007年は逆に開幕からつまづき、シーズン途中でジェリー・ナロン監督は解任、チームも72勝90敗で地区5位に沈んだ。同年10月、新監督としてダスティ・ベイカーを3年1050万ドル（約11億250万円）の厚遇で招聘したものの、翌2008年4月23日、9勝12敗の時点で前GMウェイン・クリブスキーを早々に解任。余りに早過ぎる解任通達であったが、ロバート・カステリーニ・オーナーは「彼は2006年に就任してから2年続けて負け越しており、今年もスタートで蹴躓いた、わたしは気の長い方ではない」と述べ、その後任として長らくセントルイス・カージナルスのGMを勤め上げ、当年からレッズの特別相談役となっていたウォルト・ジョケッティが就任する運びとなった。
11年間にわたる長期政権を築いたジム・ボウデンGMが2003年限りでチームを去って以降、2008年までの5年足らずの間にGMは3人、監督は4人と交代劇が続いており、これでは長期的プランに沿った再建など出来るはずもなく、光明なき迷走状態に陥っていた。

### 2010年代
2010年は3年契約の3年目を迎えたベイカー監督指揮の下、ナショナルリーグ中地区で15年ぶりに地区優勝し、ディビジョンシリーズ進出（3連敗でフィリーズに敗退）。オフに、ベイカーとの契約を2年延長した。
2011年は、負け越して3位に終わった。
2012年は、97勝65敗で地区優勝。サンフランシスコ・ジャイアンツとのディビジョンシリーズでは、ナ・リーグ史上初となる敵地2連勝から本拠地3連敗という屈辱的な敗退を喫した（本来の開催フォーマットは2-2-1であるが、この年は日程発表後にワイルドカードゲーム新設が決定したため、1年限定でフォーマットが2-3に変更された）。
2013年は、地区3位ながらワイルドカードゲーム進出を決めるも、パイレーツに敗れてディビジョンシリーズ進出はならなかった。オフに、チームはベイカーを解任した。
2014年以降は負け越しが続き、2015年から4年連続でナショナルリーグ中地区最下位に沈んでいる。
2018年のMLBドラフト1巡目(全体5位)でジョナサン・インディアを指名し、獲得した。
2019年は75勝87敗でナ・リーグ中地区4位でシーズンを終えた。MLB30球団で唯一日本人選手の在籍が無かったレッズだが、12月30日に埼玉西武ライオンズからFAの秋山翔吾を獲得。これにより全球団に日本人選手が在籍したことになった。秋山の他にもFA市場からウェイド・マイリー、マイク・ムスタカス、ニック・カステヤノスらを獲得するなど大型補強に成功した。

### 2020年代
2021年4月1日にインディアがメジャーデビューを果たした。
オフの11月3日にタッカー・バーンハートをトレードでタイガースに放出した。11月5日にウェーバーにかけていたマイリーをカブスへ放出した。11月15日にインディアが球団史上8人目となる新人王を受賞した。
2021年オフは年俸削減の為主力選手の放出に舵を切り、2022年3月13日に先発投手のソニー・グレイをミネソタ・ツインズに、翌日にオールスター外野手のジェシー・ウィンカー、三塁手のエウヘニオ・スアレスをシアトル・マリナーズへトレードした。

## トラディッショナル・オープナー
かつてはアメリカ合衆国最古のプロ球団であるレッズに敬意を表して、レッズは全球団に先駆けて、必ず本拠地で開幕戦を行った。基本的には前年のナショナルリーグ優勝チーム（レッズが優勝した翌年は任意に選択）と対戦し、同じ日に開幕する場合でも他の試合は全てレッズの試合よりも遅く開始するのが習わしとなっていた。これを「トラディッショナル・オープナー（Traditional Opener）」と呼んだ。
しかし、1986年にデトロイト・タイガースが「日程上の理由」でこの慣行を初めて破り、レッズの試合よりも早くボストン・レッドソックスとの開幕戦を行った。シンシナティの市議会は「デトロイトからの航空機の乗り入れを禁止する」という決議（ただし効力はなかった）まで行い、抗議の意を表した。なお、このデトロイトでの試合ではタイガースの開幕投手ジャック・モリスが投じた初球を、レッドソックスの一番打者ドワイト・エバンスが本塁打を放ち、MLB史上初の「開幕戦初球本塁打」が記録されることとなった。

## 選手名鑑

### アメリカ野球殿堂表彰者
- スパーキー・アンダーソン (Sparky Anderson) - 監督として在籍
- ジェイク・ベックリー (Jake Beckley)
- ジョニー・ベンチ (Johnny Bench)
- ジム・ボトムリー (Jim Bottomley)
- モーデカイ・ブラウン (Mordecai Brown)
- チャールズ・コミスキー (Charles Comiskey)
- サム・クロフォード (Sam Crawford)
- カイカイ・カイラー (Kiki Cuyler)
- レオ・ドローチャー (Leo Durocher)
- バック・ユーイング (Buck Ewing)
- クラーク・グリフィス (Clark Griffith)
- チック・ヘイフィー (Chick Hafey)
- ジェシー・ヘインズ (Jesse Haines)
- ハリー・ハイルマン (Harry Heilmann)
- ミラー・ハギンズ (Miller Huggins)
- ジョー・ケリー (Joe Kelley)
- ジョージ・ケリー (George Kelly)
- バリー・ラーキン (Barry Larkin)
- アーニー・ロンバルディ (Ernie Lombardi)

- ルーブ・マーカード (Rube Marquard)
- クリスティ・マシューソン (Christy Mathewson)
- ビル・マケシュニー (Bill McKechnie)
- ビッド・マクフィー (Bid McPhee)
- ジョー・モーガン (Joe Morgan)
- デーブ・パーカー (Dave Parker)
- トニー・ペレス (Tony Perez)
- チャールズ・ラドボーン (Charles Radbourn)
- エッパ・リクシー (Eppa Rixey)
- フランク・ロビンソン (Frank Robinson)
- スコット・ローレン (Scott Rolen)
- エド・ローシュ (Edd Roush)
- エイモス・ルーシー (Amos Rusie)
- トム・シーバー (Tom Seaver)
- アル・シモンズ (Al Simmons)
- リー・スミス (Lee Smith)
- ジョー・ティンカー (Joe Tinker)
- ダジー・ヴァンス (Dazzy Vance)
- ロイド・ウェイナー (Lloyd Waner)

### 永久欠番
| 番号 | 選手                                       | ポジション           | 備考                 |
| ---- | ------------------------------------------ | -------------------- | -------------------- |
| 1    | フレッド・ハッチンソン (Fred Hutchinson)   | 監督                 | 1964年指定           |
| 5    | ジョニー・ベンチ (Johnny Bench)            | 捕手                 | 1984年指定           |
| 8    | ジョー・モーガン (Joe Morgan)              | 二塁手               | 1998年指定           |
| 10   | スパーキー・アンダーソン (Sparky Anderson) | 監督                 | 2005年指定           |
| 11   | バリー・ラーキン (Barry Larkin)            | 遊撃手               | 2012年指定           |
| 13   | デーブ・コンセプシオン (Dave Concepcion)   | 遊撃手               | 2007年指定           |
| 14   | ピート・ローズ (Pete Rose)                 | 外野手、内野手、監督 | 2016年指定           |
| 18   | テッド・クルズースキー(Ted Kluszewski)     | 一塁手、コーチ       | 1998年指定           |
| 20   | フランク・ロビンソン (Frank Robinson)      | 外野手               | 1998年指定           |
| 24   | トニー・ペレス (Tony Perez)                | 一塁手、監督         | 2000年指定           |
| 42   | ジャッキー・ロビンソン (Jackie Robinson)   | 二塁手               | 全球団共通の永久欠番 |

### 歴代所属日本人選手
- 4 秋山翔吾（2020 - 2021）

## レッズ野球殿堂
1958年に設立され、87人が殿堂入りを果たしている。

### 殿堂入り表彰者
- ポール・デリンジャー（1958年）
- アーニー・ロンバルディ（1958年）
- フランク・マコーミック（1958年）
- ジョニー・ヴァンダー・ミーア（1958年）
- バッキー・ウォルターズ（1958年）
- イバル・グッドマン（1959年）
- エッパ・リクシー（1959年）
- イーウェル・ブラックウェル（1960年）
- エド・ローシュ（1960年）
- ロニー・フレイ（1961年）
- ビリー・ワーバー（1961年）
- ヒューイ・クリッツ（1962年）
- バブルス・ハーグレイブ（1962年）
- テッド・クルズースキー（1962年）
- ルーブ・ブレスラー（1963年）
- ハリー・クラフト（1963年）
- ヘイニー・グロー（1963年）
- ヌードルズ・ハーン（1963年）
- ガス・ベル（1964年）
- ピート・ドノヒュー（1964年）
- フレッド・ハッチンソン（1965年）
- ラリー・コプフ（1965年）
- レッド・ルーカス（1965年）
- ウォーリー・ポスト（1965年）
- ジョニー・テンプル（1965年）
- ジェイク・ドーバート（1966年）
- マイク・マコーミック（1966年）
- ビリー・マイヤーズ（1966年）
- ドルフ・ルケ（1967年）
- ビル・マケシュニー（1967年）

- サム・クロフォード（1968年）
- ジョー・ナックスホール（1968年）
- ウォーレン・ジャイルズ（1969年）
- ジム・オトゥール（1970年）
- ロイ・マクミラン（1971年）
- ゴーディ・コールマン（1972年）
- ジム・マロニー（1973年）
- ボブ・パーキー（1974年）
- スモーキー・バージェス（1975年）
- ブルックス・ローレンス（1976年）
- ベイダ・ピンソン（1977年）
- フランク・ロビンソン（1978年）
- トミー・ヘルムズ（1979年）
- クレイ・キャロル（1980年）
- レオ・カーデナス（1981年）
- ウェイン・グレンジャー（1982年）
- ゲイリー・ノーラン（1983年）
- ジャック・ビリンガム（1984年）
- ジョニー・ベンチ（1986年）
- ジョー・モーガン（1987年）
- ジェリー・リンチ（1988年）
- トニー・ペレス（1998年）
- サイ・セイモアー（1998年）
- スパーキー・アンダーソン（2000年）
- デーブ・コンセプシオン（2000年）
- ボブ・ユーイング（2001年）
- マリオ・ソト（2001年）
- ビッド・マクフィー（2002年）
- ドン・ガレット（2002年）
- ジョージ・フォスター（2003年）

- ダミー・ホイ（2003年）
- ケン・グリフィー・シニア（2004年）
- ボブ・ホーサム（2004年）
- ウィル・ホワイト（2004年）
- エリック・デービス（2005年）
- ホセ・リーホ（2005年）
- ジョージ・ライト（2005年）
- ハリー・ライト（2005年）
- トム・ブラウニング（2006年）
- リー・メイ（2006年）
- トム・シーバー（2006年）
- シーザー・ジェロニモ（2008年）
- アウグスト・ ヘルマン（2008年）
- ジョーイ・ジェイ（2008年）
- バリー・ラーキン（2008年）
- ペドロ・ボーボン（2010年）
- クリス・セイボー（2010年）
- トニー・マレーン（2010年）
- ショーン・ケイシー（2012年）
- ダン・ドリーセン（2012年）
- ジョン・ライリー（2012年）
- ジェイク・ベックリー（2014年）
- ケン・グリフィー・ジュニア（2014年）
- ロン・オースター（2014年）
- デーブ・パーカー（2014年）
- ピート・ローズ （2016年）

## 傘下マイナーチーム
| クラス | チーム                                                             | 参加リーグ                                            | 提携   | 本拠地                                                                    |
| ------ | ------------------------------------------------------------------ | ----------------------------------------------------- | ------ | ------------------------------------------------------------------------- |
| AAA    | ルイビル・バッツ Louisville Bats                                   | インターナショナルリーグ International League         | 2000年 | ケンタッキー州ルイビル ルイビル・スラッガー・フィールド                   |
| AA     | チャタヌーガ・ルックアウツ Chattanooga Lookouts                    | サザンリーグ Southern League                          | 2019年 | テネシー州チャタヌーガ AT&Tフィールド                                     |
| High-A | デイトン・ドラゴンズ Dayton Dragons                                | ミッドウェストリーグ Midwest League                   | 1999年 | オハイオ州デイトン フィフス・サード・フィールド                           |
| Low-A  | デイトナ・トーテュガス Daytona Tortugas                            | フロリダ・ステートリーグ Florida State League         | 2015年 | フロリダ州ボルーシャ郡デイトナビーチ ジャッキー・ロビンソン・ボールパーク |
| Rookie | アリゾナ・コンプレックスリーグ・レッズ Arizona Complex League Reds | アリゾナ・コンプレックスリーグ Arizona Complex League | 2010年 | アリゾナ州グッドイヤー グッドイヤー・ボールパーク                         |
| Rookie | ドミニカン・サマーリーグ・レッズ Dominican Summer League Reds      | ドミニカン・サマーリーグ Dominican Summer League      | 1998年 | ドミニカ共和国サントドミンゴ・ボカチカ ベースボールシティ・コンプレックス |